# Copernicus Toruń Hotel
Copernicus Toruń Hotel – czterogwiazdkowy hotel znajdujący się przy ulicy Bulwar Filadelfijski 11 w Toruniu. Został zaprojektowany przez Pracownię CKK Architekci z Gdyni. Hotel należy do spółka L&P z Bydgoszczy. Otwarcie hotelu miało miejsce w październiku 2012 roku. Mieści się w nim 149 pokoi (12 jednoosobowych, 111 dwuosobowych, 18 deluxe, 6 apartamentów i 2 apartamenty dyplomatyczne), zaplecze konferencyjne i strefa rekreacyjna.